# Vierwaldstättersjön
Vierwaldstättersjön (även: Luzernsjön, tyska: Vierwaldstättersee, franska: Lac des Quatre-Cantons, italienska: Lago dei Quattro Cantoni) är en alpsjö i de centrala delarna av Schweiz. Sjön är belägen mellan kantonerna Luzern, Schwyz, Uri, Obwalden och Nidwalden.
Vierwaldstättersjön har en yta på 114 km². Sjön är glacialt fördjupad och har ett maxdjup på 214 meter. Den ligger mitt i ett populärt turistområde och avrinner genom floden Reuss.